# 人工生殖
人工生殖是指用有机体可用的自然手段之外的方法创造新的生命体。包括人工受精、体外受精、克隆和胚分裂，或者卵裂。割下植物的茎，将它们放在混合肥料里同样也是一种人工生殖。